# HAMMER (nave espacial)
HAMMER (Hypervelocity Asteroid Mitigation Mission for Emergency Response) (Misión de Mitigación de Asteroides de Hipervelocidad para Respuesta de Emergencia) es una nave espacial nuclear (de 8 toneladas) planeada por la NASA, capaz de hacer explotar un asteroide, en caso de que estuviera dirigiéndose hacia el planeta Tierra aniquilando todo resto de vida. Es una colaboración entre la National Nuclear Security Administration (NNSA), la NASA y dos laboratorios de armas del Departamento de Energía de los Estados Unidos.

## Bennu
La NASA está observando el asteroide (101955) Bennu, que con una longitud de 488 m (1600pies) de ancho, y un peso de 174 000 millones de libras, lo tiene en su punto de mira como objetivo principal para hacerlo explotar (con el HAMMER) ya que una colisión con el planeta Tierra (prevista para septiembre de 2135) desencadenaría una explosión de 1,15 gigatoneladas de energía. Girando alrededor del Sol a una velocidad de 101 388,67 km/h (63 000 mph) y a una distancia de 54 millones de millas de la Tierra Bennu fue descubierto por primera vez en 1999 y el 21 de septiembre de 2135, tiene una posibilidad de 1 en 2700 de golpear la Tierra.